# Virgil Măgureanu
Virgil Măgureanu (Giurtelecu Hododului, 19 maart 1941) is een Roemeens socioloog. Măgureanu was van 26 maart 1990 tot 25 april 1997 hoofd van de Serviciul Român de Informații of SRI (Roemeense Inlichtingendienst).
Măgureanu was een van de leden van het Militaire Tribunaal dat zowel Nicolae Ceaușescu als zijn vrouw Elena en de voormalige communistische leiders van Roemenië op 25 december 1989 ter dood veroordeelde.
Volgens de CIA werd Măgureanu hoofdzakelijk in de functie benoemd op basis van zijn "dissidente" status binnen het regime van Ceaușescu en op basis van zijn handelen aan de sociale wetenschapsacademie van de communistische partij in de jaren tachtig. Aanvankelijk slaagde Măgureanu erin zijn lidmaatschap van de Securitate te verbergen voor de postcommunistische autoriteiten, maar zijn aansluiting werd jaren later door de pers ontmaskerd.
Westerse inlichtingendiensten ontdekten dat Măgureanu onmiddellijk na zijn benoeming, in april 1990, in het geheim een ontmoeting had met KGB-chef Jevgeni Primakov zonder de politieke autoriteiten in Roemenië op de hoogte te brengen. De KGB-contacten van Măgureanu bleven tot 2003 onbekend bij het Roemeense presidentschap en de regering, tot de westerse diensten die deze contacten volgden, de regering in Boekarest op de hoogte brachten.
Volgens de CIA maakten de activiteiten van Măgureanu en het feit dat Harold James Nicholson, CIA-chef in Boekarest in 1990-1992, werd ontmaskerd als een Sovjetagent, gevolgd door de arrestatie van Aldrich Ames in 1994, nauwere inlichtingenrelaties tussen Roemenië en het westen in de eerste helft van de jaren negentig onmogelijk.
Virgil Măgureanu werd in 1997, aan het begin van het mandaat van Emil Constantinescu als president van Roemenië, afgezet als hoofd van de SRI in 1997.
Virgil Măgureanu werd opgevolgd door Costin Georgescu.